# Носик, Валерий Бенедиктович
Вале́рий Бенеди́ктович Но́сик (9 октября 1940, Москва, РСФСР, СССР — 4 января 1995, Москва, Россия) — советский и российский актёр театра и кино; народный артист Российской Федерации (1994).

## Биография

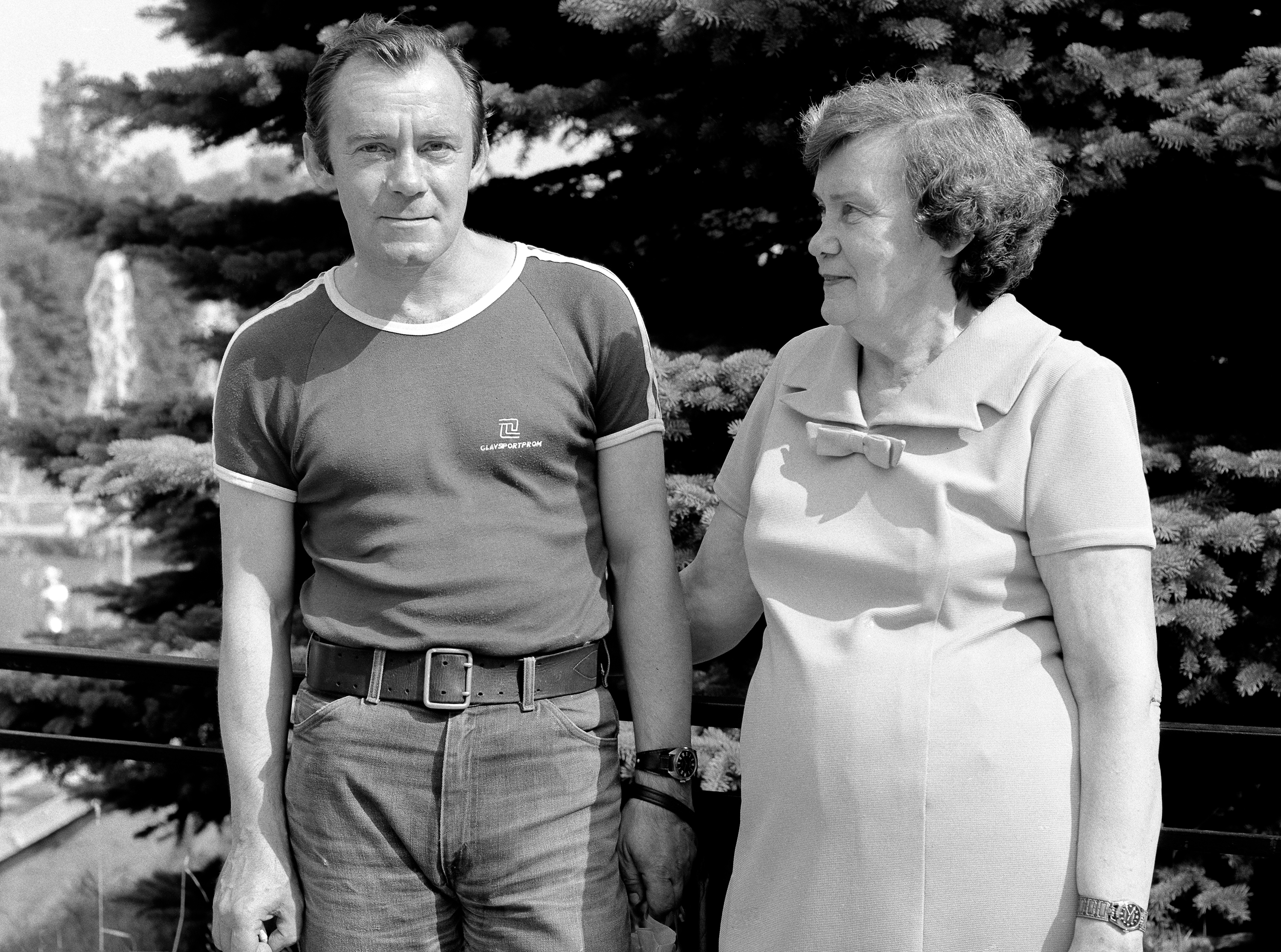
С матерью Александрой Субботиной, Петергоф, август 1982 года

Родился 9 октября 1940 года в Москве. Отец, Бенедикт Иосифович Носик (1906—?), поляк по национальности, был уроженцем Ольгопольского уезда (Чечельницкий район Винницкой области). Согласно семейной легенде, фамилия Носик появилась при следующих обстоятельствах: Бенедикта в 1930-е годы арестовали, а после освобождения выдали новый паспорт, с новой фамилией: «Вместо „Носек“ паспортистка случайно написала „Носик“»; в послевоенные годы работал начальником цеха упаковки готовой продукции Московского химфармзавода. Мать (ум. 1990) — Александра Субботина, бухгалтер. В 1948 году родился младший брат — Владимир, который также захотел пойти по стопам своего старшего брата.
В четвёртом классе он начал заниматься в студии при Доме культуры ЗИЛа. К актёрскому мастерству приобщался под руководством Сергея Штейна. После школы поступил во ВГИК. Одним из его преподавателей был режиссёр, народный артист СССР Михаил Ромм.
За время учёбы, до 1963 года, ему удалось сняться в нескольких фильмах. Первая роль была сыграна в фильме Марии Фёдоровой «Стучись в любую дверь» (1958 год). Помимо учёбы во ВГИКе и съёмок в фильмах, служил в Московском ТЮЗе, где остался и после окончания учёбы. Одновременно пробовал себя как артист пантомимы. В 1965 году перешёл в Московский театр имени А. С. Пушкина, где прослужил до 1972 года. С 11 апреля 1972 года и до конца жизни — в Малом театре.
В своих работах он ярко проявился как комедийный актёр. Играл в основном небольшие, острохарактерные роли. Его несомненный драматический талант блеснул в более серьёзных работах: в трагикомедии «Сапоги всмятку», киноповести «Горизонт», ретродраме «Шура и Просвирняк», в сериале «Следствие ведут Знатоки» (дело десятое «Ответный удар»). В этой серии Валерий Носик в дуэте с Георгием Менглетом блистательно сыграл роль вора Фёдора Ферапонтикова, образ яркий, сложный и запоминающийся.
По отзывам друзей, был чрезвычайно добрым и отзывчивым человеком. Коллеги по Малому театру называли его «Солнышко».
Скончался 4 января 1995 года на 55-м году жизни в Москве от сердечного приступа. Похоронен на Троекуровском кладбище (3 уч.).

## Личная жизнь
- Первой его женой была актриса Лия Ахеджакова. Они познакомились во время работы в ТЮЗе[когда?]

. Семейная жизнь пары не сложилась.
- Второй женой стала актриса Мария Стерникова. Они познакомились на съёмках фильма «Спеши строить дом». Съёмки проходили в Белоруссии. Мария играла в фильме одну из ролей. В 1971 году у них родился сын Александр, позднее также стал актёром. Через девять лет их брак также распался.

## Награды и звания
- Могила Носика на Троекуровском кладбище Москвы.Заслуженный артист РСФСР (1983)

Могила Носика на Троекуровском кладбище Москвы.

- Народный артист Российской Федерации (1994)[9]

## Творчество

### Роли в театре

#### Московский драматический театр имени А. С. Пушкина(1962—1971)
- 23 мая 1962 (премьера) — «Дневник женщины» — Федько; Режиссёр: Николай Васильевич Петров
- 26 декабря 1965 (премьера) — «Парусиновый портфель» М. М. Зощенко — контролёр — Режиссёр: Оскар Ремез
- 1966 — «Дни нашей жизни» Леонида Андреева — Григорий Миронов; Режиссёр: Борис Равенских
- 28 июня 1966 (премьера) — «Шоколадный солдатик» Б. Шоу — майор Павел Петков; Режиссёр: Борис Равенских, Н. А. Игнатов
- 7 ноября 1967 (премьера) — «Метель» Леонида Леонова — Мадали — Режиссёр: Борис Равенских
- 31 мая 1968 (премьера) — «Воскресенье в Риме» Горни Крамера — Ренато Туцци — Режиссёр: Борис Равенских
- 21 мая 1971 (премьера) — «Похождения бравого солдата Швейка» Ярослава Гашека — Швейк — Режиссёр: Оскар Ремез

#### Малый театр(1972—1993)
- 1972 — «Птицы нашей молодости» И. Друце — молодой солдат
- 1973 — «Власть тьмы» Л. Толстого — муж Марины
- 1973 — «Царь Фёдор Иоаннович» А. Толстого — Богдан Курюков
- 1973 — «Конёк-горбунок» П. Ершова — царь
- 1973 — «Достигаев и другие» М. Горького — Алексей
- 1974 — «Одиннадцатая заповедь» Ф. Шемберка — Пауке
- 1974 — «Конёк-горбунок» П. Ершова — Иван
- 1975 — «Русские люди» Константина Симонова. Режиссёр: Борис Равенских — Вернер
- 1975 — «Самый последний день» Б. Васильева — Леонтий Савич
- 1975 — «Лес» А. Островского — Счастливцев
- 1976 — «Мезозойская история» М. Ибрагимбекова — Таиров
- 1977 — «Проделки Скапена» Ж.-Б. Мольера — Скапен
- 1977 — «Ураган» А. Софронова — Чапан
- 1978 — «Вина» Л. Курчатникова — Ларушкин
- 1978 — «Беседы при ясной луне» В. Шукшина — Владимир Николаевич
- 1978 — «Берег» Ю. Бондарева — Алекс
- 1980 — «Ивушка неплакучая» М. Алексеева — Непряхин
- 1980 — «Каменный цветок» П. Бажова — приказчик
- 1981 — «Любовь Яровая» К. Тренёва — Пикалов
- 1981 — «Любовь Яровая» К. Тренёва — Чир
- 1982 — «Женитьба Бальзаминова» А. Островского — Чебаков
- 1982 — «Не всё коту масленица» А. Островского — парень
- 1983 — «Картина» Д. Гранина — Матвей
- 1983 — «Дети Ванюшина» С. Найдёнова — Красавин
- 1983 — «Вишнёвый сад» А. Чехова — Епиходов
- 1986 — «Иван» А. Кудрявцева — Вася Фунтик
- 1987 — «Сон о белых горах» В. Астафьева — Киряга
- 1988 — «Обсуждению подлежит» А. Косенкова — Бабец
- 1988 — «Недоросль» Д. Фонвизина — Кутейкин
- 1988 — «Иван» А. Кудрявцева — Женьшень
- 1989 — «Хищники» Д. Писемского — Мамлин
- 1990 — «Князь Серебряный» А. Толстого — Василий Блаженный
- 1993 — «Горячее сердце» А. Островского — Курослепов

### Фильмография
- 1958 — Стучись в любую дверь — Нос
- 1959 — Необыкновенное путешествие Мишки Стрекачёва — жулик
- 1959 — Ребята с нашего двора — приятель Васьки «Ржавого» на танцах (нет в титрах)
- 1961 — Своя голова на плечах — Петя
- 1961 — У крутого яра — колхозник
- 1961 — Горизонт — Миша
- 1962 — Никогда — Ниточкин
- 1963 — Вступление — Ромка
- 1963 — Именем революции — член рабочего комитета завода Жако
- 1964 — Первый снег — Витя Ласточкин
- 1964 — Где ты теперь, Максим? — Миска
- 1965 — Рано утром — Дима
- 1965 — Стряпуха — Григорий, жених Варвары
- 1965 — Операция «Ы» и другие приключения Шурика — суеверный студент-картёжник
- 1965 — Город мастеров — эпизод (в титрах не указан)
- 1966 — Сказка о царе Салтане — челядинец
- 1966 — Там, где цветут эдельвейсы — Пушкарёв, рядовой, пограничник
- 1966 — Чёрт с портфелем — наборщик
- 1966 — На полпути к Луне — морячок
- 1967 — Житие и вознесение Юрася Братчика — юродивый
- 1967 — Пароль не нужен — «Адвокат»
- 1967 — Спасите утопающего — Русалкин
- 1967 — Доктор Вера — попик
- 1968 — Солдат и царица — дурак
- 1968 — Безумие — редактор
- 1968 — К вопросу о диалектике восприятия искусства, или Утраченные грёзы (короткометражка) — актёр ТЮЗа
- 1969 — Я его невеста — Слава Васин
- 1969 — Преступление и наказание — Заметов
- 1970 — Освобождение — Дорожкин
- 1970 — Спеши строить дом — солдат Юрий
- 1972 — Ехали в трамвае Ильф и Петров — Кипятков
- 1972 — Адрес вашего дома — Иван Бессмертный
- 1972 — Руслан и Людмила — гонец
- 1972 — Мраморный дом — Гитлер
- 1972 — Пётр Рябинкин — Чишихин
- 1972 — Горячие тропы — Анатолий
- 1973 — Умные вещи — рыжий портной
- 1973 — Большая перемена — Отто Фукин
- 1973 — Высокое звание — Серафим
- 1973 — Открытие (Рукопись академика Юрышева) — заика
- 1973 — Райские яблочки — Бог
- 1974 — Анискин и Фантомас — Лютиков
- 1974 — Царевич Проша — Ох
- 1974 — Приключения в городе, которого нет — Усатый
- 1974 — Пётр Мартынович и годы большой жизни
- 1975 — Следствие ведут ЗнаТоКи. Ответный удар — Федя Ферапонтиков
- 1975 — Горожане — врач-кардиолог, пассажир такси
- 1975 — Охотник за браконьерами — Куличков
- 1975 — Выбор — Фёдор Алексеевич Потапов, завгар совхоза
- 1976 — Ты — мне, я — тебе — Гриша
- 1976 — Освобождение Праги — сержант Скловский
- 1977 — Обелиск — журналист
- 1977 — Красный чернозём — Моргунов
- 1977 — Сапоги всмятку — Никитка
- 1977 — Трясина — Гриша
- 1977 — Инкогнито из Петербурга — Лука Лукич Хлопов, смотритель училищ
- 1978 — И снова Анискин — Лютиков
- 1978 — Освобождение Праги / Osvobození Prahy — сержант Скловский
- 1978 — Море — Кириллов
- 1978 — Накануне премьеры — актёр
- 1978 — По улицам комод водили — шофёр, собеседник интеллигента
- 1978 — Расписание на послезавтра — Овечкин-старший, отец Володи
- 1978 — Неудобный человек — Бронислав Уханов
- 1979 — Жил-был настройщик — Никодим Савельев, приезжий
- 1979 — С любимыми не расставайтесь — муж больной женщины в доме отдыха
- 1980 — Через тернии к звёздам — Лий, учёный с Дессы
- 1980 — Рассказы о любви — мужичок
- 1980 — Ключ — Паша Митрофанов
- 1980 — Дамы приглашают кавалеров — Моремухин
- 1980 — Клоун Мюсля — Мюсля
- 1981 — Ожидание — отец Варьки
- 1981 — Тайна, известная всем — пират «Шустрый»
- 1981 — Третье измерение — Бобрик
- 1982 — Семейное дело — Трофимов
- 1982 — Василий Буслаев — Филька
- 1982 — Гонки по вертикали — служащий аэропорта
- 1982 — Вы чьё, старичьё? (короткометражка) — сосед Зины по коммуналке
- 1982 — Просто ужас! — охотник
- 1983 — Спокойствие отменяется — Харитон Иванович
- 1983 — Ворота в небо — Иващенко
- 1984 — Я за тебя отвечаю
- 1985 — Мой избранник — Чижиков
- 1985 — Матвеева радость — сапожник
- 1987 — Сын — Журчин
- 1987 — Шура и Просвирняк — начальник телефонной станции
- 1989 — Визит дамы — первый слепец
- 1989 — Прошлое всегда с нами — посетитель бани
- 1990 — Овраги — Семён Ионыч Вавкин
- 1990 — Очарованный странник — магнетизёр
- 1990 — Уроки в конце весны — Семён Игнатьевич Дименок
- 1991 — Вербовщик — мелкий делец на скачках
- 1991 — …По прозвищу «Зверь» — блатной
- 1991 — Щен из созвездия Гончих Псов — отец Лиды
- 1991 — Небеса обетованные — житель посёлка "Закат коммунизма"
- 1991 — Курица — Петрович, вахтёр в общежитии
- 1992 — Новый Одеон — Оськин
- 1992 — В начале было слово
- 1992 — Грех — Михалыч, автослесарь
- 1992 — Ка-ка-ду
- 1993 — Американский дедушка — Фёдор
- 1993 — Паром «Анна Каренина»
- 1993 — Пистолет с глушителем — алкоголик с зашитой «торпедой»
- 1993 — Скандал в нашем Клошгороде
- 1993 — Сны — министр культуры
- 1993 — Шиш на кокуй!
- 1994 — Волшебник Изумрудного города — Людоед
- 1994 — Русское чудо — Изя Шац
- 1994 — Русский счёт — Роман Петрович Зуев
- 1994 — Возвращение «Броненосца» — Хан-Сулейман
- 1994 — Мастер и Маргарита — Алоизий Могарыч, журналист
- 1995 — Бульварный роман — пристав Чабанов
- 1995 — На углу, у Патриарших — Стас, скупщик краденого, информатор Никольского
- 1995 — Роковые яйца — Козий Зоб
- 1995 — За что? (пол. Zа со?; Россия, Польша) — возница

### Киножурнал «Ералаш»
- 1977 — Выпуск № 12 (сюжет «Спасибо за внимание»)[10] — ведущий телепрограммы о сказках
- 1986 — Выпуск № 54 (сюжет «Контакт»)[11] — инопланетянин
- 1993 — Выпуск № 98 (сюжет «Спасатели»)[12] — вор
- 1993 — Выпуск № 101 (сюжет «Школа моей мечты»)[13] — Павел Андреевич, учитель физики (нет в титрах)

### Киножурнал «Фитиль»
- 1973 — Выпуск № 130 (новелла «Кто виноват?») — пьяница
- 1975 — Выпуск № 155 (новелла «Наука и жизнь») — милиционер
- 1975 — Выпуск № 159 (новелла «Берегись, автомобиль!») — взбешённый пассажир
- 1977 — Выпуск № 180 (новелла «Ставь птицу!») — механик
- 1977 — Выпуск № 182 (новелла «Громоотвод») — Федя, официант в ресторане
- 1980 — Выпуск № 222 (новелла «Содержание и форма») — заказчик
- 1981 — Выпуск № 227 (новелла «Опасная болезнь») — врач
- 1983 — Выпуск № 255 (новелла «Крылатые слова») — сотрудник на собрании
- 1985 — Выпуск № 276 (новелла «Спихотехника») — сотрудник
- 1988 — Выпуск № 308 (новелла «Последний шанс») — жулик в маске
- 1989 — Выпуск № 322 (новелла «Громоотвод») — делегат
- 1989 — Выпуск № 324 (новелла «Скандалист») — посетитель химчистки
- 1991 — Выпуск № 345 (новелла «Люди с „чистой совестью“») — Сидоров
- 1992 — Выпуск № 362 (новелла «Простая ситуация») — еврей
- 1993 — Выпуск № 372 (новелла «Проверка на дорогах») — «Ленин»
- 1993 — Выпуск № 372 (новелла «Кто коренней?») — пьяница

### Озвучивание фильмов
- 1967 — Начало неведомого века (новелла «Родина электричества») — Степан Жаренов
- 1972 — Руслан и Людмила — Черномор

### Озвучивание мультфильмов
- 1978 — Приключения Хомы — Суслик

### Телеспектакли
- 1972 — Записки Пиквикского клуба (телеспектакль) — Натэниел Уинкль
- 1975 — Мальчик со шпагой — старший лейтенант
- 1975 — Вишнёвый сад — Епиходов
- 1977 — «Джентльмены, которым не повезло»
- 1989 — Арктур — гончий пёс — старик-охотник

### Радиоспектакли
- 1978 — Большая докторская сказка — Держачек